# خیبوته
خیبوته (به لهستانی:  Hejbuty) یک روستا در لهستان است که در گمینا ودمینه واقع شده‌است.